# 277 Elvira
277 Elvira (mednarodno ime je tudi 277 Elvira) je asteroid tipa S (po Tholenu) v glavnem asteroidnem pasu.
Pripada družini asteroidov Koronis.

## Odkritje
Asteroid je odkril francoski astronom Auguste Honoré Charlois ( 1864 – 1910) 3. maja 1888 v Nici..

## Lastnosti
Asteroid Elvira obkroži Sonce v 4,9 letih. Njegova tirnica ima izsrednost 0,089, nagnjena pa je za 1,156° proti ekliptiki. Njegov premer je 27,19 km, okoli svoje osi se zavrti v 29,69 h .